# Talia Mar
Natalia Margaret Louise Mar (születési nevén Natalia Margaret Haddock) (Egyesült Királyság, 1996. november 6. –), művésznevén Talia Mar, angol énekes, dalszerző és internetes személyiség. Stay the Night című közreműködése Sigala DJ-vel 11. helyig jutott a brit kislemezlistán és arany minősítést kapott a Brit Hanglemezgyártók Szövetségétől. 2022 decemberében YouTube-csatornáin 1,3 millió feliratkozóval és 146 millió megtekintéssel rendelkezett. A Twitch platformon 716 ezer követője és 22 millió megtekintése van.

## Pályafutása
Első kislemezét Stolen címen adta ki, 2016. június 30-án, amihez videóklipet november 24-én jelentetett meg. In the Day című dala 2017. március 23-án jelent meg. Ezt követően kiadta első középlemezét Tough Decisions címen, még azon év júniusában. 2017. március 14-én kiadta a The Voices Are Me című számot, aminek témája egy barátjának öngyilkossága volt.
2018. május 15-én elindította The Martian Club nevű ruházati boltját. December 10-én bejelentette, hogy zsűri lesz a All Together Now brit műsorban Geri Halliwell mellett.
2019-ben együttműködött az OFRA Cosmetics céggel, hogy kiadjon több kozmetikai cikket is, OFRA x Talia Mar néven. Ezt követően több kislemezt is kiadott, mint a Selfish (2019. június 7.), a Better (2019. július 26.) és a Diamonds (2019. október 18.). Közreműködött ezek mellett KSI és Randolph New Age című albumán.
2020-ban jelölték az Év áttörő youtubere kategóriában a 12. Shorty Awards díjátadón.
2022. május 20-án megjelentette Stay The Night című dalát Sigala brit DJ-vel. A dal 11. helyet ért el a brit kislemezlistán és 22. lett az ír listán, amivel az énekes legsikeresebb dala volt. Október 20-án bejelentette, hogy a Pretty Little Thing brit ruházati cég márka-nagykövete lett. 2022. október 28-án Mar kiadta Sweet Lies című dalát Nathan Dawe-val, ami 61. lett a brit kislemezlistán.
2023 februárjában bejelentette Self-Portrait című kislemezének megjelenését.

## Magánélete
2017 óta kapcsolatban van Simon Minter angol youtuberrel. 2022. június 24-én bejelentették eljegyzésüket, majd 2023. június 3-án házasodtak össze. 2025. január 24-én 365 című videóklipjében bejelentette, hogy várandós. Gyermekük, Juli Angèle 2025-ben született meg.
15 évesen diagnosztizálták diszlexiával, 2024-ben pedig megosztotta, hogy autista.

## Diszkográfia

### Középlemezek
| Cím             | Részletek                                                                                          |
| --------------- | -------------------------------------------------------------------------------------------------- |
| Tough Decisions | - Megjelent: 30 June 2017. június 30. - Kiadó: független - Formátum: digitális letöltés, streaming |

### Kislemezek
Fő előadóként
| Cím                          | Év   | Slágerlisták | Slágerlisták | Minősítések       | Albums                     |
| Cím                          | Év   | UK           | IRE          | Minősítések       | Albums                     |
| ---------------------------- | ---- | ------------ | ------------ | ----------------- | -------------------------- |
| Stolen                       | 2016 | —            | —            |                   | Nem jelent meg albumon     |
| In The Day                   | 2017 | —            | —            |                   | Nem jelent meg albumon     |
| The Voices Are Me            | 2017 | —            | —            |                   | Nem jelent meg albumon     |
| Selfish                      | 2019 | —            | —            |                   | Nem jelent meg albumon     |
| Better                       | 2019 | —            | —            |                   | Nem jelent meg albumon     |
| Diamonds                     | 2019 | —            | —            |                   | Nem jelent meg albumon     |
| Jack                         | 2021 | —            | —            |                   | Nem jelent meg albumon     |
| Good On You (Alex Hobsonnal) | 2021 | —            | —            |                   | Nem jelent meg albumon     |
| Stay The Night (Sigalával)   | 2022 | 11           | 22           | - BPI: Aranylemez | Every Cloud                |
| Sweet Lies (Nathan Dawe-val) | 2022 | 61           | —            |                   | If Heaven Had a Phone Line |
| Self-Portrait                | 2023 | —            | —            |                   | Nem jelent meg albumon     |
| Forget About Your Ex         | 2023 | —            | —            |                   | Nem jelent meg albumon     |
| Bored                        | 2023 | —            | —            |                   | Nem jelent meg albumon     |

Közreműködő előadóként
| Cím                                              | Év   | Slágerlisták | Slágerlisták | Album                  |
| Cím                                              | Év   | UK           | IRE          | Album                  |
| ------------------------------------------------ | ---- | ------------ | ------------ | ---------------------- |
| Get Back (Rio Young, Talia Mar közreműködésével) | 2018 | —            | —            | Nem jelent meg albumon |

### Más slágerlistán szereplő dalok
| Cím                                                     | Év   | Slágerlisták | Slágerlisták | Album   |
| Cím                                                     | Év   | UK Indie     | NZ Hot       | Album   |
| ------------------------------------------------------- | ---- | ------------ | ------------ | ------- |
| Real Name (KSI és Randolph, Talia Mar közreműködésével) | 2019 | 19           | 38           | New Age |

### Videóklipek
| Cím                    | Év            | Más előadók   | Rendező          | For.          |
| Fő előadóként          | Fő előadóként | Fő előadóként | Fő előadóként    | Fő előadóként |
| ---------------------- | ------------- | ------------- | ---------------- | ------------- |
| Stolen                 | 2016          | Nincs         | JJMckellar       | [ 32 ]        |
| Better                 | 2019          | Nincs         | RvbberDuck       | [ 33 ]        |
| Stay The Night         | 2022          | Sigala        | Ismeretlen       | [ 34 ]        |
| Sweet Lies             | 2022          | Nathan Dawe   | Troy Roscoe      | [ 35 ]        |
| Közreműködő előadóként |               |               |                  |               |
| Get Back               | 2018          | Rio Young     | Paul Akinrinlola | [ 36 ]        |
| Real Name              | 2019          | KSI, Randolph | RvbberDuck       | [ 37 ]        |

## Filmográfia
| Év   | Cím              | Szerep | Csatorna | Jegyzetek          | For.   |
| ---- | ---------------- | ------ | -------- | ------------------ | ------ |
| 2019 | All Together Now | Zsűri  | BBC One  | 2. évad, 1. epizód | [ 10 ] |